# Hs 293 (ミサイル)
ヘンシェル Hs 293（Henschel Hs 293）は、第二次世界大戦中にナチス・ドイツが開発した世界初の動力付き誘導爆弾であり、現在の対艦ミサイル（空対地ミサイル）の始祖と言える兵器である。
設計はヘンシェル社のヘルベルト A. ワーグナー教授による。小型機の機体下部に過酸化水素を使用する液体ロケットエンジンを装備し、母機より投下し、目視下において無線を介した手動操縦で誘導し目標に到達、命中させるようになっていた。

## 概要
ドイツ国防軍は1939年に遠隔操作によって艦船を撃沈できる兵器の開発を開始した。翌年にはグライダーの形をした試験モデルが製作されたが、ロケットモーターの開発が遅れていたため、標準兵装であるSC 500爆弾に主翼と尾翼を取り付けて開発を進めていた。ただしこの時点では方向舵が取り付けられておらず、滑空実験に近かったと推測される。
その後推進装置が完成し、それを装備した最初の型が完成すると、1941年11月に量産開始、1943年8月にHs 293Aとして作戦配備された。推進装置はHWK 109-507で18チャンネルの周波数で誘導することができた。
戦場には母機に吊り下げられて運ばれ、高高度で投下される。母機としてはHe 177やDo 217が主に使われた。また、Hs 293が凍結するのを防ぐために母機から加熱空気が送られた。高度1,400mで投下した場合、最大到達距離は3kmとされている。誘導方式は目視方式である。母機も投下後に目標に対して設定された一定のコースを飛行し続ける。この間に照準手はミサイルを目視で追尾、小型の操縦桿（ジョイスティック）が付いた制御ボックスを使って誘導する。目視での操縦を助けるために赤いフレアーがHs 293から出ており、それを参考にして目標まで到達させる。
Hs 293は連合軍の艦船に対して一定の戦果を挙げたものの、Sc500爆弾が通常の爆風爆弾だったため、貫徹力が低く、対艦攻撃に威力不足であったほか、以下のような運用上の問題点が数多く明らかになった。
- 母機が（誘導のために）一定のコースを飛行しないといけないため対空砲火にたいして母機が非常に危険にさらされる。
- ミサイル氷結の根本的な解決ができておらず、氷結することが多かった。
- 敵艦の船体下部を狙ってHs 293が水中に入ると多くの場合軌道が変わってしまう。

といったものであった。
それらを解決するためにドイツ軍は、
- テレビ誘導方式Hs 293（Hs 293D）の開発
- 新たな動力装置の開発
- 形状を変えたHs 294の開発

を行うも、いずれも生産開始前や実験段階にて終戦を迎えており実現はしていない。

## 開発

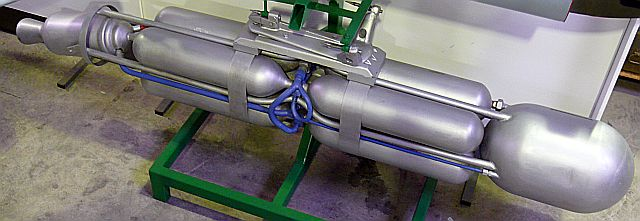
Hs 293の下部のナセルから取り外したワルター 109-507 ロケットエンジンの推進剤のタンク

Hs 293の開発プロジェクトは、1939年に設計された純粋な滑空爆弾である"Gustav Schwartz Propellerwerke"を基に、1940年に開始された。Schwartzの設計は終端誘導装置を備えておらず、自動操縦を用いて直進コースを維持するもので、これは対空火器の射程内に入らないよう十分離れた位置を飛ぶ爆撃機から発射することを意図していた。ヘルベルト A. ワーグナー博士の下のヘンシェル社のチームはHWK 109-507 ロケットエンジンを下部に追加し、推力590 kg (1,300 lb) を10秒間得るよう変更した。これにより爆弾をより低高度から発射可能となり射程も延びた。試作段階では推力600 kg (1,323 lb)のBMW 109-511を使用した機体もある。
翼の設計には元ヘンシェルの社員で計算機開発のため退社したコンラート・ツーゼが開発した機械式計算機『S1』と『S2』が利用された。
最初の飛行は、1940年5月から9月にハインケル He111中型爆撃機を母機として使用し、無動力で投下された。ヴァルターロケットエンジンを用いた動力飛行試験は1940年末に実施された。
兵器の構成は改造された標準型のSC 500 0.5トン汎用爆弾に対艦用として目標に対してなるべく垂直に命中させるため先端部に"Kopfring"と呼ばれる部品を追加し、薄い金属外殻の内部に高性能炸薬を搭載し、下部にロケットエンジンを備え、補助翼が付いた主翼を持っていた。誘導装置としてはMCLOS誘導制御装置を構成するFunk-Gerät (FuG) 230 ストラスブール(Straßburg)受信機を搭載しており、母機側のFuG 203 ケール(Kehl)送信機と対を成していた。これは同時期のフリッツX無動力爆弾と同様である。昇降舵は電動のジャックスクリューによる比例制御で作動し、補助翼はソレノイドで操作した。遠隔操縦はケール＝ストラスブールの無線リンクを介して制御された。Hs 293の操縦系の中で（訳注：一般的な飛行制御は方向舵、昇降舵、補助翼の3舵を用いるのに対して）腹側に付いている垂直尾翼は固定式であり動翼を持たなかった。ロケットはごく短時間の加速を与えるのみだったので、射程は発射高度に依存した。高度1,400 m (4,600 ft)からHs 293を発射した場合の射程はおよそ12km(7.5 mi; 6.5 nmi)である。
Hs 293は無装甲の船舶を攻撃することを目的としていた。これは同じケール＝ストラスブール無線誘導システムを搭載し無動力ながら装甲貫徹力を備えたフリッツXとは異なる。射手はミサイルをケール送信機のジョイスティックで操作する。遠距離でも射手から視認できるよう後部に有色の発炎筒を5基搭載していた。夜間の運用では発炎筒の代わりに点滅光を用いた。
Hs 293の欠点として、ミサイル発射後に爆撃機は標的を見下ろす視線を維持するために標的と平行するよう一定の高度と速度を保って水平に直進しなければならず、迎撃機に襲われて回避機動を行う場合は攻撃を放棄せざるを得なかった。

### 電子的対抗手段
連合国側は低極超短波帯域（48.2MHz から49.9MHz）のケール送信機からミサイル内のストラスブール受信機までの無線経路を遮断するために電波妨害装置の開発に注力した。妨害装置は米国海軍の護衛駆逐艦に搭載されたが、当初は妨害電波の周波数選択が不適切だったため効果が無かった。結果的に、Hs293が発射されて（かつ無線誘導に反応を見せる場合に）目標に命中する（かまたは至近弾となって損害を与える）確率は、アヴァランチ作戦当時とアンツィオの間でほぼ同じだった。
アンツィオが攻撃にさらされている時、イギリスはFuG 203/230の無線経路に異なる方法で干渉する650型送信機の配備を始めた。これはストラスブール受信機の中間周波数である3MHzで動作するもので、一定の成功を収めた。ケール＝ストラスブールには指令周波数が18種類あり、従来はその内どれが使用されているか特定した上で手動で同調して妨害波を送信する必要があったが、650型は選択された無線周波数に関わり無く自動的に受信機を破ることができた。
その後、連合国はアンツィオで無傷のHs 293を鹵獲し、またコルシカに墜落したハインケルHe 177からケール送信機の重要部品を回収するなどの諜報上の成果を得て、ノルマンディー上陸作戦と南フランスでのドラグーン作戦の発動までに、連合国は遥かに効果的な対抗手段の開発を間に合わせることが出来た。特にAILのMAS型妨害装置は巧妙な信号送信によってケール送信機から制御を奪い、Hs 293を右旋回させて海に突っ込ませるものだった 。アンツィオでの経験とは対照的に、1944年4月以降の作戦では妨害装置が大きな効果を挙げたと考えられ、Hs 293が命中弾や至近弾となる確率に顕著な低下が見られた。
誘導性能の改善と発射母機の脆弱性低減を図るために、有線誘導型のHs 293Bやテレビ誘導によるHs 293D派生型が計画されたが、どちらも実用化される前に戦争が終結した。また、無尾翼でデルタ翼を持つHs 293Fもあった。更に、空対空型の Hs 293H があった。1942年以降1,000基以上が生産された。連合国の兵器体系においては、機能と用途がHs 293に最も近かったものとして米国海軍のBatがあるが、これは無動力の自律型レーダー誘導滑空ミサイルである。

### その後の開発
Hs 293をベースとして以後様々な開発が派生したが、何れも完成を見なかった。
- Hs 294：水中に突入して標的艦船の喫水線下に命中することを意図して設計された。このため長く尖った機体を持ち、Hs 293Aが標準装備したワルター HWK 109-507ロケットエンジンを両翼の付け根に計2基装備していた。
- Hs 295：胴体が延長され、より大きな弾頭とHs 294の主翼を装備していた。
- Hs 296：Hs 294の後部部品、Hs 295の弾頭とHs 293のケール＝ストラスブールMCLOS制御システムを搭載した。

## 実戦
実戦での戦果、および参加についてはフリッツXと混同が激しく謎が多い。
初参加は1943年8月25日にイギリス船団を攻撃してHMS Bideford (L43)を沈めたとされているが詳細は不明。弾頭は炸裂せず轟沈ではなく被害は軽微だったとされる。8月27日に誘導ミサイルを使用して初めてHs 293はHMS Egret (L75)を沈めた。
1943年9月14日には、連合国軍に編入されていたイタリアの戦艦「ローマ」を撃沈した。Do 217から投下された謎の爆弾により35000ｔの巨艦が消滅した事実は、連合国軍にとって大きな衝撃となった。
以後、終戦まで1,900個生産され、連合国艦隊に多大な損害を与えた。ドイツ空軍の撃沈した艦船の実に40％は、このHs 293によるものといわれ、戦果は44万トンとされているものの、フリッツXとの混同などからこの数字には疑問が残る。対地任務では、ソ連軍の進撃を阻止する為、オーデル川に架けられた橋を一撃で破壊した。
母機については先述したようにHe 177やDo 217が使われたが、それぞれ搭載可能なように改造されており、Do 217ではDo 217E-5やDo 217K-3、派生型であるDo 317（試作のみ）をさらに改良したDo 217Rがある。He 177ではHe 177A-3/R3が代表型のほか、He 177A-5タイプにも、搭載可能に改造されたものがある。ほかにもHe111を元にしたHe 111H-12型や、計画のみのHe 111Z-2のほか、Fw 200の改良型であるFw 200C-8も搭載能力を有していた。また、型は未確認ではあるがDo 17でも搭載可能に改造されていた機体が存在したとする資料もある。

### 戦艦ローマ撃沈について
戦艦ローマ撃沈に関しては、グライダー爆弾フリッツXの戦果とする説も有力であるが、同爆弾は動力なしであるので高々度からの攻撃について疑問があり確定できていない。一方で、Hs 293も徹甲弾でないことから甲板を貫通出来ないとする意見があり、これも確定まで至っていない。
その後、イギリス海軍戦艦「ウォースパイト」やアメリカ海軍軽巡洋艦「サバンナ」を大破させたともされているが、こちらについてもフリッツXによるものとする有力な説がある。

## 要目

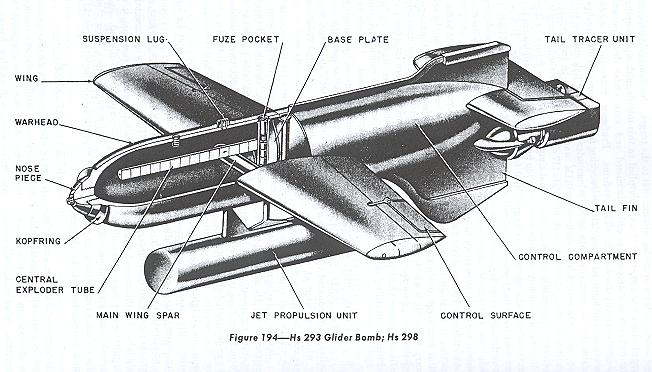
Hs 293の内部構造図

（第2次大戦「ドイツ軍用機の全貌」1958年/酣燈社刊による。）
- 全長: 3.58 m
- 全幅: 3.14 m
- 直径: 0.48 m
- 翼面積: 1.98 m2
- 重量: 785 kg[注釈 5]
- 推進装置: ワルター109-507Bロケットモーター（推力5.88 kN）
- 最大速度: 725 km/h[注釈 6]
- 射程: 16 km
- 爆薬: 330 kg

## 派生型

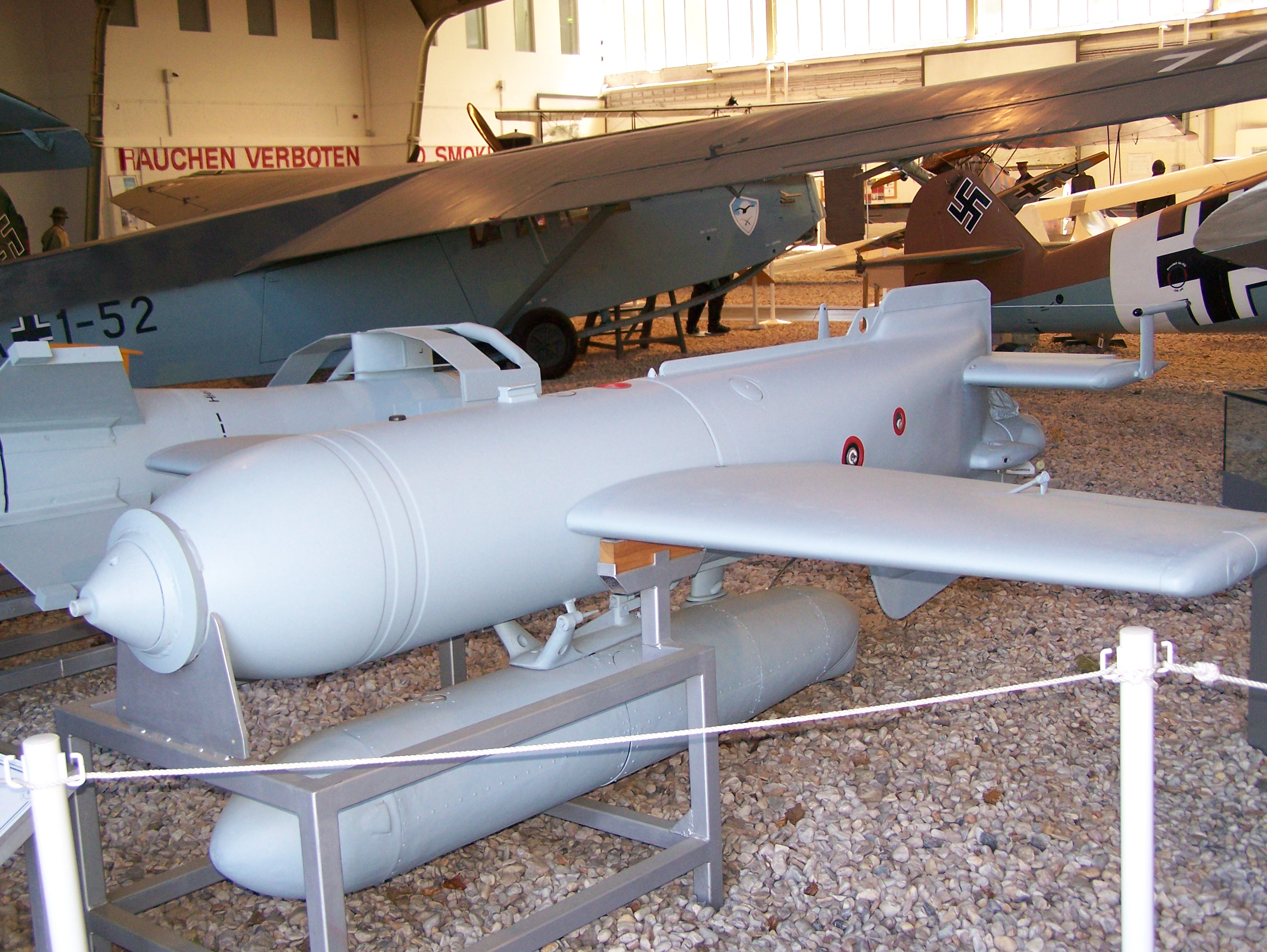
Hs 293 A1

Hs293A
初期生産型
Hs293D
テレビ照準装置型。生産開始前に終戦。
Hs293F
翼をデルタ翼に変えたタイプ。計画のみ
Hs294A
形状を大幅に変えた準派生型。実戦投入前に終戦。無線誘導型
Hs294B
Hs294のワイヤ･リンク制御版。実戦投入前に終戦。
Hs294D
テレビ照準装置型。作業中に終戦。